# Seth Lover
Seth Lover - (1 de janeiro de 1910 em Kalamazoo, Michigan - 31 de janeiro de 1997, em Garden Grove, Califórnia) é mais conhecido por ter inventado o captador humbucker (hum-cancelling ou cancelador de zumbido) para instrumentos elétricos de corda (ver: eletrofone), mais frequentemente utilizado em guitarras.
O modelo mais famoso desenvolvido por Lover (U.S. Patent 2,896,491) o PAF (Patent Applied For), projetado enquanto trabalhava para a Gibson Musical Instruments em 1955. Este captador foi utilizado em uma série de guitarras Gibson, sendo mais utilizados nas modelo Les Paul. Outro de seus projetos, conhecido como "Fender Wide Range humbucking pickup" (WRHP), foi utilizado nos três modelos Telecaster (Deluxe, Custom e Thinline) produzido pela Fender em 1960, 1970. O captador Wide Range também foi usado na, muito menos popular, Fender Starcaster.
Duas semanas depois do dia em sua última aparição no show da Associação Nacional dos Comerciantes Musicais, Seth E. Lover, o inventor do captador humbucker, morreu aos 87 anos.
Antes de Lover, guitarristas eram forçados a lidar com a interferência gerada pelo ciclo de 60hz da rede elétrica, inerente aos captadores "single coil". Foi em meados da década de 1950, enquanto trabalhava como projetista de amplificador na Gibson, que Lover descobriu como ligar duas bobinas em série e com polaridades magnéticas invertidas. O efeito era o de cancelar o ruído antes de chegar ao amplificador e o resultado foi o nascimento do captador humbucking.
Lover pedia a patente sobre o captador humbucking em 1955, o que foi finalmente concedida em 1959 (U.S. 2,896,491). Durante este período de cinco anos, Gibson colou um adesivo na parte inferior de seus captadores humbucker que dizia: "Patent Applied For". Estes captadores "P.A.F." são hoje mais colecionáveis e desejável, chegando a mais de US$ 1.000 cada entre os colecionadores de guitarras antigas.
Enquanto trabalhava com Ted McCarty na Gibson, Lover também esteve envolvido em projetos de guitarra. Ele gostava de contar como ele ajudou a contribuir para a concepção da famosa "Flying V". Lover disse que pensou que o design era como uma forma de apoiar a guitarra na parede, sem que tombasse.
Lover trabalhou na Gibson de 1952 a 1967 como engenheiro projetista. Em 1967, transferiu-se para a "Fender Musical Instruments Corporation", onde trabalhou até 1975 como engenheiro de projeto. Além de suas duas patentes Gibson, foi o autor de mais três na Fender - dois para caixa de alto-falante e um para um captador de piano elétrico. Aposentou-se e foi para cidade de Garden Grove no Sul da Califórnia, onde viveu tranquilamente com Lavone, sua esposa.
Seymour W. Duncan, conhecido na indústria como um designer e fabricante de captadores de guitarra, considerava Lover seu "mentor em humbucker". Os dois foram sócios por quase 20 anos. Em 1994, Seymour e Seth Lover juntaram forças para lançar o modelo de captador "Seth Lover", uma autêntica recriação do captador "Patent Applied For". Depois de inúmeros anúncios de página inteira, participações nos shows da NAMM, e entrevistas para revistas, Seth tornou-se uma celebridade menor - tinha 84 anos!
Seth sempre manteve um raciocínio rápido e um grande senso de humor. Ele foi ouvido uma vez brincando que na sua certidão de nascimento, sob a seção marcada como "nome do pai", ele simplesmente disse, "Lover!" Durante seus últimos anos, Seth era um membro regular da "NAMM Seymour Duncan-team". Ele adorava fazer a recepção no estande de Duncan respondendo perguntas e dando autógrafos, sempre com Lavone ao seu lado.
Seth Lover morreu em 31 de janeiro de 1997, após uma breve doença. É lembrado por Lavone, seus dois filhos, Robert e Gene, três netos e seu aluno preferido, Seymour W. Duncan.